# Comitê para a Defesa dos Interesses Nacionais
O Comitê para a Defesa dos Interesses Nacionais (nome original em francês:  Comité pour la défense des intérêts nationalaux; abreviado CDIN) foi um partido político direitista e anticomunista fundado no Reino do Laos em 17 de junho de 1958. Consternado pela eleição dos comunistas laosianos para a Assembleia Nacional nas eleições de maio de 1958, políticos e militares mais jovens fundaram o CDIN como uma alternativa aos políticos e oficiais superiores laosianos que estavam no poder. O CDIN se pronunciava como um impulsor para os esforços anticorrupção no governo real do Laos. Foi apoiado pela embaixada dos Estados Unidos; a assistência se manifestou em aconselhamento político e ações cívicas, como a Operação Booster Shot. Nas eleições de 24 de abril de 1960, claramente fraudadas, o CDIN conquistou 32 dos 59 assentos. A liderança do Pathet Lao havia sido detida durante a eleição; em 23 de maio de 1960, eles fugiram para se juntar à insurreição nas montanhas. Isso encerrou a coalizão governante e iniciou os combates na Guerra Civil do Laos.